# Intencionalidad
En filosofía de la mente, la intencionalidad (del latín in-tendere, "tender hacia") es la propiedad de la mente que hace que los estados mentales siempre (o casi siempre) estén dirigidos a objetos (internos o externos). Es decir, los estados mentales son acerca de algo. La intencionalidad se atribuye principalmente a estados mentales, como percepciones, creencias o deseos, por lo que muchos filósofos la han considerado como la marca característica de lo mental. Un tema central para las teorías de la intencionalidad ha sido el problema de la inexistencia intencional: determinar el estatus ontológico de las entidades que son objeto de estados intencionales. Es un tema que ha tomado relevancia desde la segunda mitad del siglo XX, y está en la raíz de la corriente fenomenológica. Más tardíamente, está presente también en la filosofía del lenguaje y de la mente.

## Origen del término
La intencionalidad se refiere tanto al contenido de la mente o la conciencia, como a la relación entre la conciencia y el mundo. Fundamentalmente, la intencionalidad significa que la actividad de la mente se refiere a, indica o contiene un objeto. Desde otro punto de vista, se puede decir que gracias a la intencionalidad un sujeto es capaz de conocer la realidad que lo circunda y que además tiende naturalmente hacia ella, y, al mismo tiempo, al propio yo, no como objeto, sino en cuanto sujeto del hecho o estado psíquico.
La intencionalidad no se reduce al estudio de la intención de la voluntad. No debe confundirse con el concepto que en francés se llama intención y en inglés intensionality, concepto que pertenece a la lingüística. Es en la rama de la teoría del conocimiento o gnoseología donde la intencionalidad adquiere todo su valor, porque todo saber es intencional es decir se refiere a algo ya sea de dicto o de re; provocando así una constante que delimita el acceso al propio conocimiento. Dando, paradójicamente, de esta manera el punto de partida para un entendimiento objetivo de todo estudio. Desde este campo de estudio se analizan temas tan variados como "el acceso de la conciencia al mundo", "la relación entre somaticidad, o el cuerpo propio, y la conciencia", "los fenómenos psíquicos", "los valores, en cuanto percibidos por la conciencia", "la realidad en la conciencia de lo irreal (lo futuro, lo falso, lo erróneo)", "la apertura intencional de la voluntad", etc.

## Aproximación histórica
Este tema ha sido tratado de manera muy distinta en diversas épocas y ámbitos filosóficos, desde la antigua Grecia. Sin embargo, como tema de estudio, la intencionalidad es un concepto moderno. Se le dio un lugar especial solo después de que la conciencia ocupara un puesto privilegiado en el trabajo filosófico. Hasta entonces, no se había visto la necesidad de acudir a este concepto como digno de una atención particular. Si un autor premoderno –anterior a Descartes– se acercaba a él, era de manera secundaria o periférica, pues daba por descontado que la conciencia, o el sujeto, tiene acceso al conocimiento del mundo o de la realidad, tanto en autores idealistas como realistas. En el siglo XX, algunos estudiosos de la intencionalidad intentan alejarse de un cierto "mentalismo", dualista o no, que podría considerar que aquello que se conoce está en la mente, en vez de ser la realidad misma. Acudir a la intencionalidad puede ayudar a evitar el "mentalismo", al considerar que el conocimiento consiste en una relación entre la mente y lo conocido, y no una duplicación de las cosas. El uso de este concepto es compatible con diversas posturas, escuelas, métodos, etc., como la fenomenología, filosofía analítica, metafísica, naturalismo biológico, etc.

### La intencionalidad en la Edad Antigua
Se encuentran breves y tangenciales referencias a ella en filósofos antiguos, en los que este término latino se usa sobre todo para el estudio de la voluntad. Este tema hunde sus raíces en la filosofía griega -particularmente Aristóteles (Metafísica, libro V, 1021a31-1021b4)-, y llega a la Europa medieval, como muchos otros temas, a través de pensadores árabes. También se encuentra un cierto interés por la intencionalidad en el neoplatonismo.
Agustín de Hipona (354-430 d. C.), en "La dimensión del alma" (De quantitate animae) utiliza una fórmula similar a la que siglos más tarde usaría Brentano para definir la intencionalidad. Para encontrar la definición de sensación, pone dentro de un diálogo, en boca de Evodio, frases como la siguiente: «Si me preguntaras qué experimenta (...) el que desea, el deseo; qué el que teme, el miedo; qué el que goza, el gozo». Para definir esta realidad, Agustín no utiliza el término latino correspondiente a intencionalidad, que reserva para los actos de la voluntad.

### La intencionalidad en la Edad Media
El filósofo persa Avicena (c. 980 – 1037) nos proporciona una consideración sobre lo mostrado a la conciencia como tema específico de estudio. Se trata del ejemplo del hombre volante, suspendido en el aire, que no recibe sensaciones de ningún tipo. ¿Qué tipo de pensamientos, si es que los tiene, se dan en este hombre volante?, se pregunta Avicena. No obstante, no postula el conocimiento como relación o contenido intencional.
El fraile dominico Tomás de Aquino se cuestiona sobre la intencionalidad del conocimiento desde dos puntos de vista: primero, ontológicamente, se pregunta por el ser del conocimiento en el hombre: el esse intentionale (ser intencional); en segundo lugar, por la manera en que las formas en el conocimiento se identifican con la forma presente en la sustancia que el hombre conoce. Tomás de Aquino no parte inicialmente del estudio de la conciencia, para dar después un salto hacia la realidad natural, sino que da por supuesto que el hombre tiene acceso al conocimiento efectivo de las cosas, es decir, no se trata de un conocimiento inmanente. Al ser un autor anterior al desarrollo de la filosofía de la conciencia, no se preocupa por dar una definición de intencionalidad o justificarla.

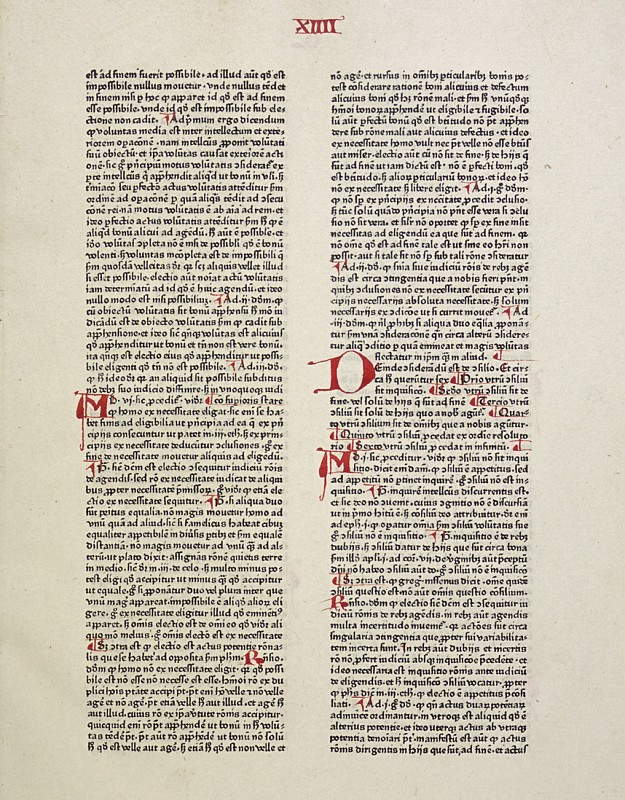
Manuscrito medieval de un texto de Tomás de Aquino.

Este autor medieval entiende la realidad física según el punto de vista llamado hilemórfico, y solo desde esa perspectiva se puede comprender su concepto de intencionalidad. Las cosas tienen como principios la "materia" y la "forma".
El hombre, al conocer, adquiere la forma de las cosas, no su materia. Las facultades cognoscitivas del ser humano están hechas a la medida del mundo, de modo que pueda acercarse a ellas conociéndolas. En este contexto, Tomás de Aquino introduce el término ser intencional, es decir, que la “forma” de las cosas está presente ("es") en la mente del hombre de modo que indica o se dirige a la realidad material de la cual se tomó la “forma” conocida. De este modo, la parte intelectiva del hombre tiene, en cierta manera, la capacidad de convertirse en todas las cosas (quodammodo omnia), pero no de manera real, sino intencional, pues posee la forma de lo que ha sido conocido. Tomás considera también la intencionalidad según se refiera a las cosas materiales, lo sensible, que es individual y concreto, o las intelectuales, las ideas, que son universales. Entiende la intencionalidad como relación (de las formas: la conocida y la que se encuentra en el objeto o cosa), que le permite no postular una duplicación en la mente de lo conocido. Es decir, concibe el conocimiento como una posesión intencional de lo conocido.

### La intencionalidad en la Edad Moderna
Hasta la llegada de la filosofía de Descartes, que pone el conocimiento en el centro de la investigación filosófica, no era necesario preguntarse sobre la intencionalidad, que se aceptaba implícitamente. Al cambiar el modo de concebir la aproximación del hombre, o bien, de la conciencia, al mundo, se diluye la intencionalidad. El cogito ergo sum de Descartes es un pensamiento que no requiere objeto para ser postulado. Pues, según explica Husserl -entre otros- el conocimiento que la conciencia tiene de sí misma, se da en concomitancia con la percepción que ésta tiene de lo conocido, y no de manera aislada o independiente de ese conocimiento.
El filósofo irlandés Berkeley, que profesa un idealismo parcial (y por tanto, podría decirse, una intencionalidad parcial), niega la trascendencia del conocimiento sensible, pero acepta la capacidad de conocer objetos inmateriales, o corpóreos.
Immanuel Kant niega la posibilidad del conocimiento humano de las cosas, tanto de su esencia, como de su existencia (que, en todo caso, es pensada, pero no conocida). La cosa conocida es solamente causa de la percepción. "Lo que las cosas en sí mismas son es, según Kant, humanamente imperceptible, y no sólo en algún aspecto, sino de un modo absoluto." Sin embargo, la realidad calificada de empírica por Kant es esencialmente objetual, es decir, en cierto sentido intencional. Aun así, no se da una apertura intencional hacia la realidad, sino que es meramente inmanente. Schopenhauer (1788-1860), por su parte, afirma que el mundo agota su ser en su referencia objetual al sujeto correspondiente. Ésta "referencia objetual" puede ser catalogada como intencional.

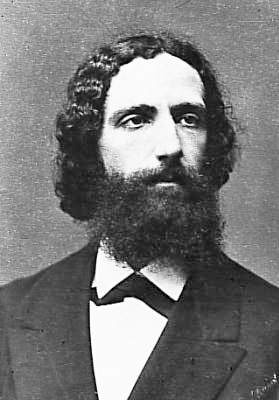
Franz Brentano tomó la noción de intencionalidad de la filosofía medieval y la introdujo en el pensamiento moderno.

El filósofo alemán Franz Brentano, en su obra Psicología desde el punto de vista empírico (1874), reintroduce este argumento en la filosofía moderna, dando al cogito cartesiano un contenido, o una referencia. Brentano había estudiado detenidamente las obras de Aristóteles, e, inspirándose en su obra, define la intencionalidad como la propiedad distintiva de los fenómenos psíquicos frente a los fenómenos físicos.Y afirma que un hecho psíquico es irreducible a un hecho físico, esta afirmación es conocida como tesis de Brentano. Por tanto, la intencionalidad, conciencia y fenómeno son correlatos que se requieren necesariamente. La intencionalidad es también el criterio de distinción de los fenómenos psíquicos: representación, juicio, y aceptación o rechazo. Por la intencionalidad, estos términos filosóficos adquieren un nuevo significado. Por ejemplo, su concepto de juicio se aleja de la mera creencia o belief de la filosofía de David Hume.
En un texto que se considera como una piedra miliar en la historia de la intencionalidad, en el que Brentano intenta distinguir los fenómenos psíquicos de los físicos, escribe: 

«¿Es que acaso hay alguna determinación positiva que valga siempre para todos los fenómenos psíquicos? [...]. Los psicólogos antiguos señalaban la afinidad particular y la analogía que se establece entre todos los fenómenos psíquicos, de la cual no participan los [fenómenos] físicos [...]. Todo fenómeno psíquico se caracteriza por aquello que los escolásticos medievales llamaron la in-existencia intencional (o mental) de un objeto, y que nosotros, con expresiones no del todo carentes de ambigüedad, definiremos como referencia a un contenido, dirección hacia un objeto (que no significa una realidad), o como objetividad inmanente. Todo fenómeno psíquico contiene en sí algo como objeto, aunque no siempre del mismo modo. En la presentación hay algo que es presentado; en el juicio algo viene aceptado o rechazado; en el amor, amado; en el odio, odiado; en el deseo, deseado, etc.»
La psicología desde el punto de vista empírico

### La intencionalidad en el siglo XX

#### Filosofía continental
El mayor promotor de una filosofía fundada en la intencionalidad es Edmund Husserl, discípulo de Brentano, cuya fenomenología encontró más eco, y logró crear más escuela que la filosofía de Brentano, que se muestra menos unitaria y aferrable. Husserl propone como método la reducción fenomenológica, que excluye de la consideración filosófica lo que no es mostrado a la conciencia, es decir, solo toma en cuenta los dos polos de la relación intencional: la conciencia y el fenómeno. En el sistema de Husserl, la afirmación de la subjetividad es absoluta, y la del mundo, en cambio, solo relativa y presuntiva. Es decir, el yo "intende" o "se dirige intencionalmente" hacia lo que el mismo sujeto ha constituido como objeto de conocimiento.
En este sentido (y sobre todo en sus escritos tardíos), aún concibiendo el conocimiento (y la conciencia que se tiene de él) como fundamentalmente intencional, se da una situación de total inmanencia.
Husserl deseaba establecer la filosofía como ciencia rigurosa, y estaba convencido de que su realización sería posible solo cuando esta disciplina se transformara -dicho a grandes rasgos- en conocimiento acerca de la conciencia pura y sus correlatos intencionales (lo que es presentado a la conciencia).
Por la línea de Husserl siguieron otros pensadores como Martin Heidegger, Max Scheler, Edith Stein, Jean-Paul Sartre, Dietrich von Hildebrand, etc., aunque cada uno de ellos adopta este término, lo hace propio, y lo adapta a su filosofía.
Max Scheler no se consideraba estrictamente discípulo de Husserl, sino que afirmaba haber descubierto el método fenomenológico por cuenta propia. Fue pionero en la consideración de la intencionalidad en los valores (humanos, morales, etc.). Al igual que Heidegger, se aparta del método fenomenológico de Husserl, y añade consideraciones de tipo ontológico. Define Intencionalidad como "Cuidado" (Sorge), o atención hacia las cosas, superando el mero aspecto ontológico. 
Para Heidegger, que el ‘ser en el mundo’ se plantee la existencia del mundo carece de sentido. Este autor plantea una cierta intencionalidad inversa, que es del ser hacia el sujeto, una especie de apelación que hace el ser a la personalidad humana, a la que el hombre responde.
Sartre identifica conciencia con intencionalidad. Edith Stein, por su parte, estudia la intencionalidad en los campos de la empatía (relación entre sujetos, o interpersonal) y de la relación entre conciencia y cuerpo.

#### Filosofía anglosajona
El norteamericano John Searle ha estudiado la intencionalidad y ha contribuido a despertar el interés en este concepto en el ámbito anglosajón. Proviene de la filosofía analítica, y su recorrido intelectual lo ha llevado a acercarse, a través del lenguaje y la semántica, al concepto de intencionalidad. En particular, es famoso por su argumento de la habitación china, que ha generado un amplio y fructífero debate. Introdujo también el estudio de la intencionalidad social que, postula, no se reduce a la mera suma de las intencionalidades individuales.
Searle acepta la definición básica de intencionalidad presentada por Brentano como la propiedad lógica de referirse a un objeto. Está de acuerdo con él en que la intencionalidad siempre es mental, pero rechaza la segunda idea –central en el pensamiento de Brentano- de que la intencionalidad es el distintivo de lo mental. Para Searle, solo los estados mentales pueden ser intencionales, pero no todos lo son, pues algunos estados mentales, como, por ejemplo, el dolor, no necesariamente son “acerca de algo”.
Searle define la intencionalidad como “aquella característica de ciertos estados mentales y eventos que consiste en estar dirigidos hacia, referirse a, ser acerca de, o representar otras entidades o estados de cosas”.
También Gilbert Ryle y Alfred Ayer han estudiado y criticado la intencionalidad de Husserl. Roderick Chisholm ha dado nuevo impulso a las tesis de Brentano a través del análisis lingüístico.

## El problema de la inexistencia intencional
Un tema central para las teorías de la intencionalidad ha sido el problema de la inexistencia intencional (intentional inexistence): determinar el estatus ontológico de las entidades que son objeto de estados intencionales. Esto es particularmente relevante para casos que involucran objetos que no tienen existencia fuera de la mente, como en el caso de meras fantasías o alucinaciones.
Por ejemplo, suponga que María está pensando en Superman. Por un lado, parece que este pensamiento es intencional: María está pensando en algo. Por otro lado, Superman no existe. Esto sugiere que María no está pensando en algo o que María está pensando en algo que no existe. Se han propuesto varias teorías para reconciliar estas intuiciones en conflicto. A grandes rasgos, estas teorías pueden dividirse en eliminativismo (eliminativism), relacionalismo (relationism) y adverbialismo (adverbialism). Los eliminativistas niegan que este tipo de estado mental problemático sea posible. Los relacionalistas tratan de resolver el problema interpretando los estados intencionales como relaciones, mientras que los adverbialistas los interpretan como propiedades.

### Eliminativismo
Los eliminativistas niegan que el ejemplo anterior sea posible. Puede parecernos a nosotros y a María que ella está pensando en algo, pero en realidad no está pensando en absoluto. Tal posición podría estar motivada por una forma de externalismo semántico, la opinión de que el significado de un término, o en este ejemplo el contenido de un pensamiento, está determinado por factores externos al sujeto. Si el significado depende de una referencia exitosa, no hacer referencia resultaría en una falta de significado. La dificultad para tal posición es explicar por qué le parece a María que está pensando en algo y cómo el hecho de parecer pensar es diferente del pensamiento real.

### Relacionalismo
Los relacionalistas sostienen que tener un estado intencional implica estar en relación con el objeto intencional. Esta es la posición más natural para los casos no problemáticos. Así que si María percibe un árbol, podríamos decir que existe una relación perceptiva entre María, el sujeto de esta relación, y el árbol, el objeto de esta relación. Por lo general, se supone que las relaciones implican existencia: la existencia de una relación implica la existencia de sus relatados. Este principio excluye que podamos mantener relaciones con entidades no existentes. Una forma de resolver el problema es negar este principio y argumentar a favor de una especie de excepcionalismo de la intencionalidad (intentionality exceptionalism): que la intencionalidad es diferente de todas las demás relaciones en el sentido de que este principio no se aplica a ella.
Una solución relacionalista más común es buscar objetos existentes que puedan desempeñar el papel que el objeto no existente debía desempeñar. Estos objetos a veces se denominan "proxies", "traces" o "ersatz objects". Se ha sugerido que los objetos abstractos o las formas platónicas pueden desempeñar este papel. Los objetos abstractos tienen existencia real, pero existen fuera del espacio y el tiempo. Así, cuando María piensa en Superman, está en relación de pensamiento con el objeto abstracto o la forma platónica que corresponde a Superman. Una solución similar reemplaza objetos abstractos por objetos mentales concretos. En este caso, existe un objeto mental correspondiente a Superman en la mente de María. Cuando María comienza a pensar en Superman, ella entra en una relación con este objeto mental. Un problema para ambas teorías es que parecen caracterizar erróneamente la experiencia de pensar. Cuando María está pensando en Superman, no está pensando en una forma platónica fuera del espacio-tiempo ni en un objeto mental. En cambio, está pensando en un ser físico concreto. Una solución relacionada ve los objetos posibles como objetos intencionales. Esto implica un compromiso con el realismo modal, por ejemplo en la forma del modelo lewisiano o como lo concibe Takashi Yagisawa.

### Adverbialismo
Los adverbialistas sostienen que los estados intencionales son propiedades de los sujetos. Por tanto, no se necesitan objetos independientes además del sujeto, que es como los adverbialistas evitan el problema de la no existencia. Este enfoque se ha denominado "adverbialismo", ya que el objeto del estado intencional se considera una modificación de este estado, que puede expresarse lingüísticamente a través de adverbios. En lugar de decir que María está pensando en Superman, sería más preciso, según los adverbialistas, decir que María está pensando de una manera superman-mente o que María está pensando superman-mente. El adverbialismo ha sido cuestionado con el argumento de que pone una tensión en el lenguaje natural y las ideas metafísicas codificadas en él. Otra objeción es que, al tratar los objetos intencionales como meras modificaciones de estados intencionales, el adverbialismo pierde el poder de distinguir entre diferentes contenidos intencionales complejos, el llamado problema de muchas propiedades (many-property-problem).

## Intencionalidad fenoménica
La intencionalidad fenoménica es el tipo de intencionalidad basada en estados mentales fenoménicos o conscientes. Contrasta con la intencionalidad no fenoménica, que a menudo se atribuye, por ejemplo, a lenguaje y estados inconscientes. La distinción es importante para los filósofos que sostienen que la intencionalidad fenoménica tiene un estatus privilegiado sobre la intencionalidad no fenoménica. Esta posición se conoce como la teoría de la intencionalidad fenoménica (phenomenal intentionality theory). Este estatus privilegiado puede tomar dos formas. En la versión moderada, la intencionalidad fenoménica es privilegiada porque otros tipos de intencionalidad dependen de ella o están basadas en ella. Por tanto, no son intrínsecamente intencionales. La versión más fuerte va más allá y niega que haya otros tipos de intencionalidad. La teoría de la intencionalidad fenoménica suele contrastarse con el naturalismo sobre la intencionalidad, la opinión de que las propiedades intencionales son reducibles a las propiedades naturales estudiadas por las ciencias naturales.

## Intencionalismo
El intencionalismo es la tesis de que todos los estados mentales son intencionales, es decir, que se refieren a algo: a su objeto intencional. Esta tesis también se ha denominado "representacionalismo". El intencionalismo está implicado por la afirmación de Brentano de que la intencionalidad es "la marca de lo mental": si todos y solo los estados mentales son intencionales, entonces es seguro que todos los estados mentales son intencionales. Esta tesis es contestada por los anti-intencionalistas, a menudo con referencia a contraejemplos en forma de estados que son mentales pero no intencionales. Los supuestos contraejemplos incluyen estados puramente sensuales y experiencias místicas de conciencia pura.
Las discusiones sobre el intencionalismo a menudo se centran en la intencionalidad de los estados conscientes. Se puede distinguir en tales estados sus características fenoménicas, o lo que es para un sujeto tener tal estado, de sus características intencionales, o de lo que se tratan. Estas dos características parecen estar estrechamente relacionadas entre sí, por eso los intencionalistas han propuesto varias teorías para captar la forma exacta de esta relación.

### Formas de intencionalismo
Estas teorías pueden dividirse a grandes rasgos en tres categorías: intencionalismo puro, intencionalismo impuro y teorías de qualia. Tanto el intencionalismo puro como el impuro sostienen que existe una relación de superveniencia entre las características fenoménicas y las características intencionales, por ejemplo, que dos estados intencionales no pueden diferir con respecto a sus características fenoménicas sin diferir al mismo tiempo en sus características intencionales. Las teorías de qualia, por otro lado, afirman que entre las características fenoménicas de un estado mental hay al menos algunas propiedades fenoménicas no intencionales, llamadas "qualia", que no están determinadas por características intencionales. El intencionalismo puro y el impuro están de acuerdo entre sí sobre qué características intencionales son responsables de determinar las características fenoménicas. Los intencionalistas puros sostienen que solo el contenido intencional es responsable, mientras que los intencionalistas impuros afirman que la manera o el modo en que se presenta este contenido también desempeña un papel.
Tim Crane, él mismo un intencionalista impuro, explica esta diferencia distinguiendo tres aspectos de los estados intencionales: el objeto intencional, el contenido intencional y el modo intencional. Por ejemplo, ver que una manzana es redonda y saborear que esta manzana es dulce ambos tienen el mismo objeto intencional: la manzana. Pero implican contenidos diferentes: la percepción visual atribuye la propiedad de redondez a la manzana mientras que la percepción gustativa atribuye la propiedad de dulzura a la manzana. Tocar la manzana también resultará en una experiencia perceptiva que atribuye redondez a la manzana, pero la redondez se presenta de una manera diferente. Por lo tanto, la percepción visual y la percepción háptica concuerden tanto en el objeto intencional como en el contenido intencional, pero difieren en el modo intencional. Los intencionalistas puros pueden no estar de acuerdo con esta distinción. Pueden argumentar, por ejemplo, que la diferencia en el último caso también pertenece al contenido intencional, porque se atribuyen dos propiedades diferentes a la manzana: redondez vista y redondez sentida.

## El estudio de la intencionalidad
Por la diversidad de contextos en que los distintos autores estudian la intencionalidad, puede ser útil agruparlos bajo un aspecto distinto del meramente histórico. Uno de estos aspectos se refiere al interés ontológico de cada pensador (Sajama y Kamppinen proporcionan otro sistema, también útil, basado en la relevancia del objeto en el estudio de este tema). Por interés ontológico se puede entender la atención dada a la existencia, o al 'ser' de los objetos de la conciencia "fuera" de ésta.

### El interés ontológico del conocimiento intencional
Desde este punto de vista, se podrían catalogar (con las limitaciones propias de toda catalogación) en tres grupos principales:
- Aquellos autores que inician la investigación desde la conciencia, tomando en cuenta solo el contenido intencional, y que se desentienden del ser de los objetos extramentales (por ejemplo, Husserl en una época tardía, según algunos,[45] o desde el inicio de su trabajo filosófico, según otros), por ejemplo, al limitarse a hacer un juicio afirmativo de estar ante un objeto (mental), sin pronunciarse sobre su realidad transubjetiva (más allá del sujeto o de la conciencia).

- Los pensadores que consideran, desde distintos ángulos, el ser de lo que es percibido por la conciencia (p. ej. Nicolai Hartmann,[46] existencialistas y realistas de diverso tipo).

Diversos estudiosos de la fenomenología suelen pertenecer a estos dos primeros grupos.
- Autores que pertenecen más bien a un naturalismo biológico, y que, si bien no atienden a aspectos estrictamente ontológicos, no son inmanentistas o idealistas (p. ej. Searle).

Fuera de esta catalogación están los autores que niegan la intencionalidad, por ejemplo, los que postulan un materialismo eliminativo que niega la existencia de los actos mentales, que son totalmente reducibles a situaciones cerebrales. (p. ej. Patricia y Paul Churchland).

### Elser como experienciaoser intencional
En un texto que ejemplifica una consideración ontológica de lo intencional, Husserl escribe que se puede distinguir entre el ser como experiencia y el ser como cosa. Otra aproximación hacia la comprensión del problema de la intencionalidad en el conocimiento consiste en la hipotética pregunta: ¿conozco lo que veo, o solo conozco aquello que veo a través de mis sentidos? Es decir, ¿tengo certeza sobre la existencia de lo que veo (o cualquier otro tipo de percepción), o me tengo que conformar con suponerla? Cuando Husserl plantea la reducción fenomenológica, él obvia -a manera de método- esta pregunta a favor de la investigación sobre la conciencia.
En el caso de Searle, aun sin tener un explícito contenido ontológico, en su definición de intencionalidad, "no se deja lugar para la especulación acerca de su enfoque realista acerca de la existencia de la realidad extramental, o en su confianza en nuestra capacidad de conocerla".

### Conciencia y subjetividad
Para muchos de los autores mencionados, la intencionalidad es el modo de ser de los hechos de conciencia por el que se tiene un conocimiento del mundo real y de su existencia (que por ejemplo, Kant niega). Sin embargo, si la conciencia se define como mero correlato del fenómeno, no es posible explicar el conocimiento del ser transobjetual (es decir, más allá del objeto de la conciencia, o del fenómeno). Si se acepta la posibilidad del conocimiento de la existencia de que está más allá del fenómeno, el elemento que conoce debería tener una cierta afinidad ontológica con lo conocido.
Ciertos tipos de idealismo proponen una conciencia absoluta, que no necesitaría tal sustrato de la conciencia. Sin embargo, el análisis fenomenológico de los datos de conciencia puede no ser compatible o contradictorio con tal supuesto. Husserl por su parte postula una "subjetividad originaria", que no obstante, no llega a ser como un "sustrato" o "soporte" del flujo de la conciencia.

### Intencionalidad y autoconciencia
En muchos pensadores afines a la fenomenología, el hecho de la autoconciencia es fundamental para el hecho del conocimiento. Desde este punto de vista, el fenómeno no se da a la conciencia, sin que al mismo tiempo se dé una percepción del propio yo, que sin embargo no consiste en una objetivación, sino en una mera presencia "atemática", es decir, que el propio yo no es el tema u objeto principal de la conciencia. Aunque está en la línea de la "apercepción trascendental" de Kant, este concepto toma en Husserl algunas características propias. Esta presencia no objetiva o no temática del yo en el conocimiento, permite que el sujeto (o la conciencia) posea y disponga de sus vivencias para ejercer, cuando se al caso, la reflexión sobre ellas. Es decir, poder reflexionar, recordar, etc. 
En el caso de una perspectiva del yo empírico o realista, esta presencia no objetiva del yo incluye también, cuando hay referencias al mundo exterior, la percepción del propio yo como una parte de la realidad conocida. Es decir, el sujeto se sabe como una cosa entre las cosas, como parte de ese mundo al que la conciencia se abre. Es decir, en el hecho del conocimiento intencional, independientemente de que sea o no término de ese conocimiento el mundo real, el la autoconciencia no es un hecho tardío o posterior, sino concomitante. De todos modos, es un hecho derivado, es decir, el conocimiento de sí mismo se funda en el conocimiento de lo otro. Esta forma de entender el conocimiento intencional da respuesta al "hombre volante" del filósofo Avicena, pues el sujeto no se puede conocer a sí mismo, si no conoce algo distinto que él mismo.

### Actos cognitivos y respuestas intencionales

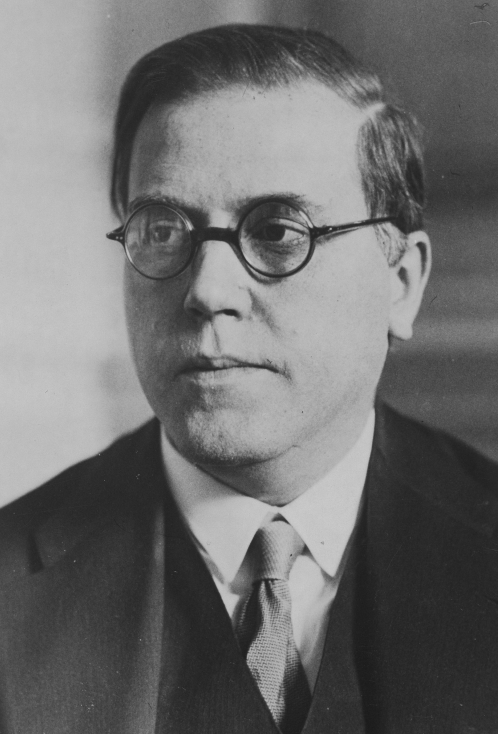
El filósofo alemán Von Hildebrand, discípulo de Husserl usa la intencionalidad en sus estudios sobre Ética y Estética.

Von Hildebrand indica que las experiencias intencionales se dividen en actos cognitivos y respuestas intencionales. Entre los actos cognitivos se encuentra ante todo la percepción, y otros actos como la imaginación y la memoria. Por otro lado, la convicción, el entusiasmo, la duda, la esperanza, la alegría y la tristeza, la estima, la confianza o la desconfianza, el amor o el odio, pertenecen a las respuestas intencionales. Los actos cognitivos se caracterizan por ser conciencia de algo, del objeto, y por tener todo el "contenido" en el lado del objeto. Por ejemplo, al conocer "rojo", quien conoce no es (o no tiene conciencia de ser) rojo. Por el contrario, en las respuestas intencionales, el contenido está del lado del sujeto, aun cuando ese contenido se dirija a un objeto.

### Textos introductorios
- Anscombe, G. E. M., The Intentionality of Sensation: a grammatical feature?, en Metaphysics and the Philosophy of Mind, Basil Blackwell, Oxford 1981, pp. 3-20.
- Breton, S., Coscience et Intentionnalité, Emmanuel Vitte, París 1956.
- Sajama, S. y Kamppinen, M., A Historical Introduction to Phenomenology, Croom Helm, Londres-Nueva York-Sídney 1987. A pesar del título, este libro estudia fundamentalmente la intencionalidad.
- Sokolowsky, R., Introduction to Phenomenology, Cambridge University Press, Cambridge 2000.
- Padilla Gálvez, J., M. Gaffal (eds.), Intentionality and Action, De Gruyter, Berlín - Boston, 2017, 180 pp., ISBN 978-3-11-056028-2.  Archivado el 9 de julio de 2018 en Wayback Machine.

### Edades Antigua y Media
- AA.VV., Ancient and Medieval Theories of Intentionality, editado por Perler, D., Brill, Leiden – Boston – Colonia 2001.
- Moya, P., La intencionalidad como elemento clave en la gnoseología del Aquinate, Cuadernos de Anuario Filosófico (Universidad de Navarra), Pamplona 2000.
- Tomás de Aquino, Comentario a Tratado sobre el alma de Aristóteles; Cuestiones disputadas sobre el alma.

### Edades Moderna y Contemporánea
- Ales Bello, A., L’universo nella coscienza. Introduzione alla fenomenologia di Edmund Husserl, Edith Stein, Hedwig Conrad-Martius, Edizioni ETS, Pisa 2003.
- Brentano, F., La psicología dal punto di vista empirico, Editori Laterza, Roma-Bari 1997.
- Chirinos, M. P., Intencionalidad y verdad en el juicio. Una propuesta de Brentano, Eunsa, Pamplona 1994.
- Jaquette, D., Brentano’s concept of intentionality, en AA.VV., The Cambridge Companion to Brentano, editado por Jacquette, D., Cambridge University Press, Cambridge 2004, pp. 98-130.
- Millán-Puelles, A., La estructura de la subjetividad, Rialp, Madrid-Buenos Aires-México-Pamplona 1967.
- Jesús Padilla Gálvez, State of Affairs. Reconstructing the Controversy over Sachverhalt. Philosophia Verlag, München, 2021. (ISBN: 978-3-88405-131-3).
- Searle, J., Intentionality, An Essay in the Philosophy of Mind, Cambridge University Press, Cambridge (UK) 1983.
- Vera, F., The Problem of Consciousness According to John Searle, PUSC, Roma 2007.
- Dennett, Daniel C., The Intentional Stance, 1987. Trad. castellana, La actitud intencional, Editorial Gedisa, Barcelona 1991.